# Giuseppe Dispinzeri
Giuseppe Dispinzeri, detto Peppino (Messina, 23 gennaio 1923 – 26 maggio 2013), è stato un allenatore di pallacanestro italiano.
Ha allenato il Maurolico Messina in Serie A1 femminile.
Ha studiato alla Farnesina di Roma, all'Istituto Nazionale di Scienze Motorie. Ha anche allenato la Viola Reggio Calabria in Serie B maschile.
Nel 1973, ha fondato l'Amatori Basket Messina, che ha guidato come coach per 30 anni raggiungendo anche la Serie B.